# Camí de Monistrol (Marfà)
El Camí de Monistrol, o de Monistrol de Calders, és una pista forestal dels termes municipals de Moià, Castellcir i Monistrol de Calders, a la comarca del Moianès.

## Terme municipal de Moià
El camí arrenca de Moià, d'on surt per l'extrem sud-oest del nucli urbà, del Camí de Vila-rasa, a llevant de la masia de Vila-rasa, en terme de Moià, des d'on davalla cap al sud, però en el tram inicial fent una doble forta giragonsa per baixar cap a la vall del torrent de Font Candelera. Segueix aquest torrent per la riba dreta deixant al nord-oest les terres de Vila-rasa, tota la Solella de Vila-rasa sota dels Cingles de Vila-rasa, travessa el torrent esmentat a les envistes d'una moderna construcció que hi ha en aquell lloc, segueix un breu tram per l'esquerra del torrent, i el torna a travessar a ran del Salt Candeler. Segueix per la dreta del torrent, fins que aquest s'aboca en la Riera de Castellnou, deixant a l'esquerra el paratge del Còdol Sabater. En aquest tram discorre per sota i al sud-est dels Cingles de Montbrú. Al cap de poc arriba a ponent de l'extrem oest de la Serra de Riqueus, moment en què abandona el terme municipal de Moià.

## Terme municipal de Castellcir (la Vall de Marfà)

El Camí de Monistrol, respecte del terme de Castellcir

El camí, que ha anat guanyant alçada respecte de la llera de la riera de Castellnou, emprèn cap al sud, sempre paral·lel per ponent de la riera, travessa el paratge del Còdol, fins que arriba a l'extrem de llevant de la Solella de la Datzira. Així, arriba a un trencall, del qual continua cap al sud-est el Camí de Moià a Marfà, que fins aquest punt compartia el recorregut amb el Camí de Monistrol. Per aquest trencall es va a la Mare de Déu de la Tosca, al Molí de Brotons i a la casa de Marfà.
En aquesta cruïlla, seguint cap al sud, el de Monistrol aviat gira cap a ponent, passa pel nord de les Oliveres, després també pel nord dels Camps de Marfà i torna a girar cap al nord-oest. Aquests canvis de direcció venen determinats pel curs de la Golarda, que el camí segueix sempre pel seu costat dret, sense travessar mai la riera. Fa una marrada cap al nord per salvar el torrent de la Font d'Esqueix, passa per sota de la Volada de l'Àliga, i, amb moltes giragonses, s'adreça cap al sud-oest resseguint tot el límit sud-oriental de la Solella de Serramitja. Just quan passa pel nord del Roc del Paraigua deixa enrere el terme municipal de Castellcir i la Vall de Marfà, i entra en terme de Monistrol de Calders.
Al llarg del darrer tram descrit va deixant a migdia els trencalls que mena a la Datzira i el Molí de la Datzira, als Sors i al Xei. Tots ells travessen la riera al cap de poc de separar-se del Camí de Monistrol, i estan indicats amb pals i cartells de senyalització de camins.

## Terme municipal de Monistrol de Calders
Entra en el terme monistrolenc al sud de l'extrem occidental de la Solella de Serramitja, travessa els Solells de la Coma, fins que, a tocar del costat sud-est de la masia de la Coma entronca amb la Carretera de la Coma, a través de la qual acaba d'arribar al poble de Monistrol de Calders.
Aquest camí coincideix en part amb el GR 3 i en part amb el GR 177.

## Etimologia
Com en el cas de la major part de camins, el nom que els designa és clarament descriptiu. En aquest cas, el nom del camí fa esment al poble on mena, Monistrol de Calders.